# Silvio Rodríguez
Silvio Rodríguez (San Antonio de los Baños, 1946. november 29. –), kubai gitáros, énekes, dalszerző. A nueva trova mozgalom egyik legismertebb művésze. Latin Grammy-díjas (2015).

## Pályafutása
Zenei karrierje 17 éves korában kezdődött, miközben katonai szolgálatát a nemrégiben megalakult FAR-ban (Forradalmi Fegyveres Erők) teljesítette, amelyet 1961 végén hoztak létre, miután az Egyesült Államok (főként a CIA közreműködésével végrehajtott) sikertelen kubai inváziója véget ért. Az Egyesült Államok beavatkozása főként La Habana, Santiago de Cuba és San Antonio de los Baños városok települései ellen irányultak, ahol Silvio Rodríguez akkoriban élt. Ekkor Rodríguez oktatóként dolgozott a forradalom analfabétizmust felszámoló programjában, amelyben történelmet, matematikát, földrajzot, nyelvtant és politikai ismereteket is tanított.
1964 körül a hadseregben barátja, Esteban Baños megtanította gitározni és Rodríguez megírta első dalait. A katonai szolgálat után, 1967-ben elsősorban szólistaként zenélt, de rövidesen a Grupo de Experimentación Sonora del ICAIC tagjaként is játszott. Első nyilvános fellépése a Havannai Szépművészeti Múzeumban volt. Aztán Forradalmi Fegyveres Erők két amatőr fesztiválján is énekelt. 1967-ben lépett fel a Música y Estrellas című televíziós műsorban, amelyet professzionális zenei karrierje kezdeteként határoznak meg. Már 1967-ben a Mientras tanto című televíziós műsor házigazdája lett, amelyben különböző műfajú ismert művészek és új tehetségek is bemutatkoztak. Mivel méltatta a The Beatles zenéjét, 1968 tavaszán törölték műsort, és Rodríguezt elbocsátották az állami rádióból.
A kubai filmintézetben talált munkát. A Grupo de Experimentación Sonorában végzett munkája meghatározó volt zenei fejlődése szempontjából. itt találkozott más énekesekkel, dalszerzőkkel, és kiadta első dalait és lemezeit. Első önálló lemeze 1975-ben jelent meg Días y Flores címmel.
Nyolc év munka és több száz zeneszámot komponált. 1996-ban Németországban CD-n kiadták dalait Der Sture címmel. 2010-ben elindította a „Conciertos en los barrios” című koncertsorozatát, amelyben ismert zenészek ingyenesen lépnek fel hátrányos helyzetű lakónegyedekben Havanna külvárosában, és más kubai városokban is.

## Stúdióalbumok
- 1975: Días y Flores
- 1978: Al Final de Este Viaje
- 1979: Mujeres
- 1979: Rabo de Nube
- 1982: Unicornio
- 1984: Tríptico: Volumes I, II & III
- 1992: Silvio
- 1994: Rodríguez (Silvio Rodríguez album)
- 1996: Domínguez
- 1998: Descartes
- 1999: Mariposas
- 2002: Expedición
- 2003: Cita con Ángeles
- 2006: Érase Que Se Era
- 2010: Segunda Cita
- 2015: Amoríos
- 2020: Para la espera

## Díjak
- Latin Grammy-díj: 2015

## Filmek
- Silvio Rodríguez az IMDb-n